# Clément Bressou
Compléments
Commandeur de la Légion d'honneur
Clément, Jean, Pierre, François, Emmanuel Bressou est un vétérinaire français, né le 22 février 1887 à Montauban et décédé le 31 janvier 1979 à Toulouse, qui fut professeur d’anatomie à l’École nationale vétérinaire de Toulouse (1920-1926), puis à l'École nationale vétérinaire d’Alfort (1926-1957) et directeur de cette École pendant vingt-quatre ans (1934-1957). En tant que naturaliste, il a joué un rôle important dans la protection de la nature en France.

## Biographie

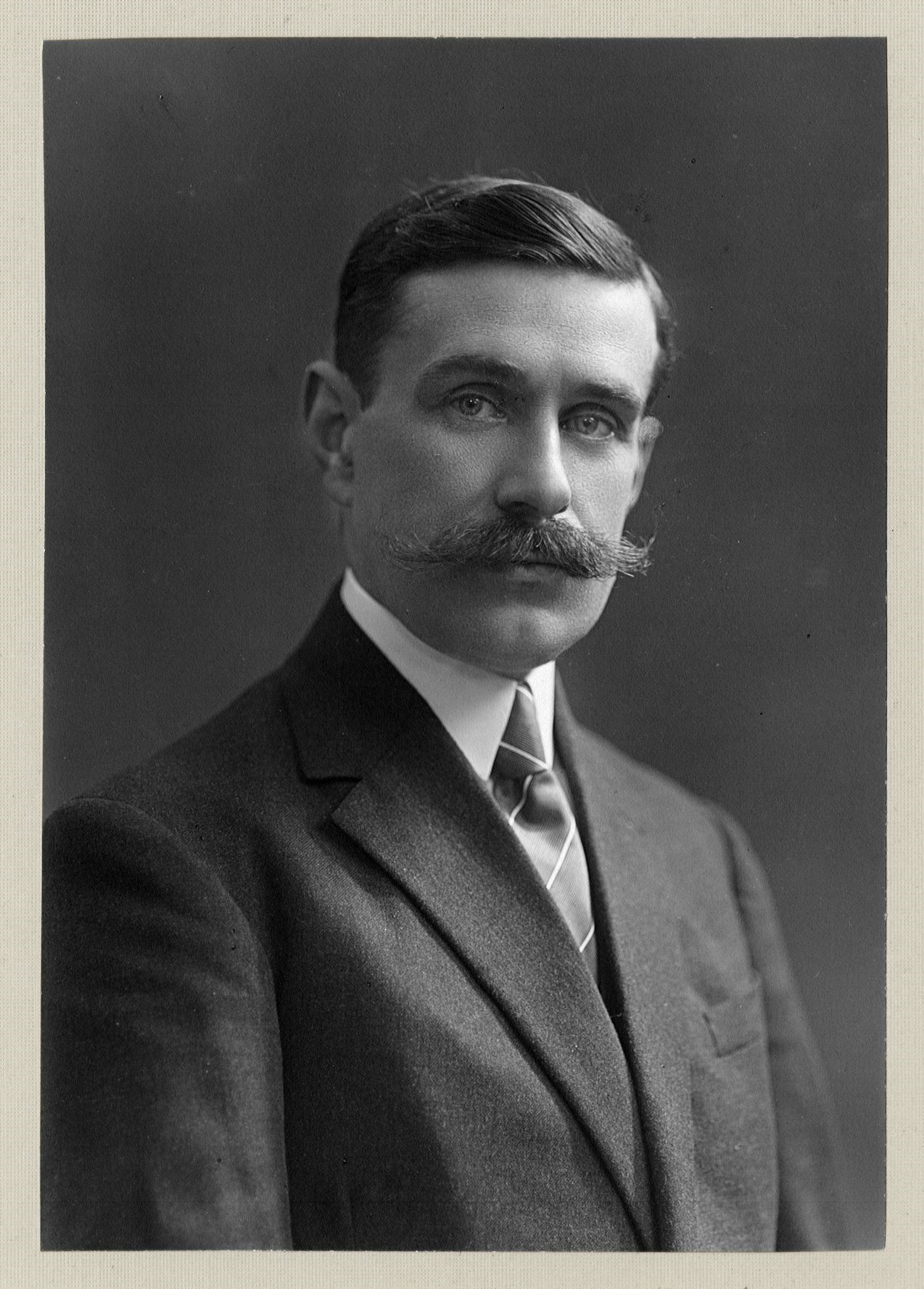
Clément Bressou en 1926

Clément Bressou est né le 22 février 1887 à Montauban, dans une famille d’artisans, septième enfant de François Bressou et de Marguerite, Zoé, née Bourdelles, dont tous les enfants, sauf lui, moururent en bas âge.
Il fit ses études secondaires au collège de Castelsarrasin, en élève brillant et sportif, capitaine de l’équipe de rugby.
Au cours de sa scolarité à l’École nationale vétérinaire de Toulouse (1906-1910), « il se découvrit une véritable passion pour les sciences anatomiques », il fréquenta les milieux littéraires et artistiques de Toulouse, et participa activement à la vie culturelle et sportive de l’École, démontrant, déjà, « ses prodigieuses qualités d’animateur », notamment comme président du Cercle des élèves.
À la sortie de l’École de Toulouse, il répondit favorablement à la sollicitation de son maître, le professeur Lucien Montané, professeur d’anatomie, et fut engagé comme chef de travaux.
Parallèlement, il accomplit son service militaire (1910-1912), puis fut mobilisé en août 1914 pour plus de quatre ans.
En 1919, il devint professeur chargé de la chaire d’anatomie descriptive, de tératologie et d’extérieur des animaux à l’École nationale vétérinaire de Toulouse, succédant à son maître Lucien Montané ; en 1926, il devint titulaire de la chaire d’anatomie descriptive, systématique et topographique de l’École nationale vétérinaire d’Alfort, rendue vacante par le départ d'Édouard Bourdelle, appelé au Muséum national d'histoire naturelle à Paris.
À partir de 1934, il cumula cette fonction et celle de directeur de l’École nationale vétérinaire d’Alfort jusqu’à sa retraite en 1957.

## Œuvre et réalisations
Clément Bressou œuvra dans différents domaines avec la même énergie apparemment inépuisable : l’enseignement, la direction de l’École d’Alfort, le développement et l’histoire de la profession vétérinaire ainsi que la protection de la nature.

### L'enseignant
En tant qu’enseignant, il a marqué l’esprit des étudiants de dizaines de promotions. Il savait transmettre sa passion de l’anatomie en alliant des dons d’orateur et de dessinateur à une mémoire extraordinaire « Il savait enseigner, démontrer et convaincre de ses gestes persuasifs et de sa voix chaude où quelques accents rocailleux issus d’un terroir montagnard ne rompaient pas la mélodie généreuse des hommes du Midi, et bien au contraire lui donnaient vigueur ». « Surchargé de travail, il commençait à parler dès l’entrée dans l’amphithéâtre. Il développait alors une description claire, précise, complète, qui n’allait plus s’arrêter qu’à sa sortie. Au talent du verbe, il associait la sûreté et l’habileté des gestes, il accompagnait son discours de dessins dont il recouvrait progressivement les six grands tableaux mis à sa disposition ».
Tout en poursuivant le développement des points de son cours, il continuait à dessiner sans jamais rester immobile une seconde. « Il grimpait sur une chaise pour commencer son trait et ce trait ne vacillait pas jusqu’au moment où il terminait accroupi. Ah ! Ces splendeurs en craies multicolores que l’on regardait, fasciné, avant l’horrible massacre de l’éponge ».

### Ouvrages et publications
Les travaux de Clément Bressou dans le domaine de l’anatomie l’ont conduit à effectuer de nombreuses publications, colligées dans la thèse de Plassard : 32 traitant d’anatomie normale, 13 d’anomalies et de tératologie, et plusieurs ouvrages,,,,.
C. Bressou introduisit des méthodes nouvelles dans l’enseignement de l’anatomie, telles l’usage de la radiographie. Avec  Bourdelle, Didier et Rode, il fonda en 1936 la revue Mammalia. Soucieux de l’exactitude des termes employés en anatomie, il contribua à la création de l’Association internationale des anatomistes vétérinaires en 1957 à Freiburg et fut élu président-fondateur à l’assemblée constitutive.
Au-delà du domaine de l’anatomie, Clément Bressou eut l’occasion de se pencher sur diverses questions impliquant la profession vétérinaire. Ainsi, il apporta sa contribution à des problèmes de pathologie médicale ou chirurgicale (13 articles), rechercha les facteurs d’amélioration des denrées d’origine animale, s’intéressa à l’épidémiologie des grandes maladies contagieuses de l’époque (16 articles) et contribua à répandre les techniques de l’insémination artificielle. Enfin, dans le prolongement de ses travaux sur la vision des bovins et le comportement de bravoure des taureaux camarguais et toros de lidia, il introduisit et développa, en France, le statut de vétérinaire des corridas. Ainsi, avec Jean Marty, il fonda en août 1955, à l’occasion de la corrida des Fêtes de Dax, l’Association vétérinaire tauromachique et en fut élu président-fondateur.

### Le directeur d'Alfort
Clément Bressou a été le directeur de l’École d’Alfort ayant assuré le plus long directorat de l’histoire de cet établissement pendant le XXe siècle. Ayant été nommé Inspecteur général des Écoles vétérinaires le 20 mars 1941, il en démissionna dès septembre 1941, à sa demande. Il eut à cœur d’assurer la modernisation du cursus et de l’enseignement : réforme du concours d’entrée, développement de l’enseignement pratique, création d’enseignements (agronomie, botanique et zoologie appliqués à l’hygiène et à l’alimentation animale, économie rurale…), notamment de spécialisation en dernière année, développement de l’enseignement post-universitaire (cours de médecine vétérinaire publique, enseignement d’insémination artificielle, cours supérieur d’aviculture, cours de pathologie apicole…), développement de nouvelles méthodes pédagogiques (recours à la cinématographie). Il fut responsable de l’organisation des Journées vétérinaires d’Alfort de 1929 jusqu’à son départ en retraite. Il eut également à affronter et résoudre les multiples problèmes liés à la direction de l’École pendant la seconde guerre mondiale. Et, après la guerre, à réorganiser les échanges, pour l’enseignement et la recherche, avec les facultés de divers pays étrangers, interrompus pendant quelques années.
En qualité de directeur de l’École d’Alfort, Bressou fut directeur de l’Institut de médecine vétérinaire exotique, installé, à sa création, sur le site. Par la suite, il a favorisé l'autonomie et l'extension des activités de cet organisme qui devint l’Institut d’élevage et de médecine vétérinaire des pays tropicaux. Il contribua à la promotion de l’enseignement et de la recherche vétérinaire et zootechnique dans les territoires de la France d’Outre-Mer, puis dans les pays d’Afrique francophone. 

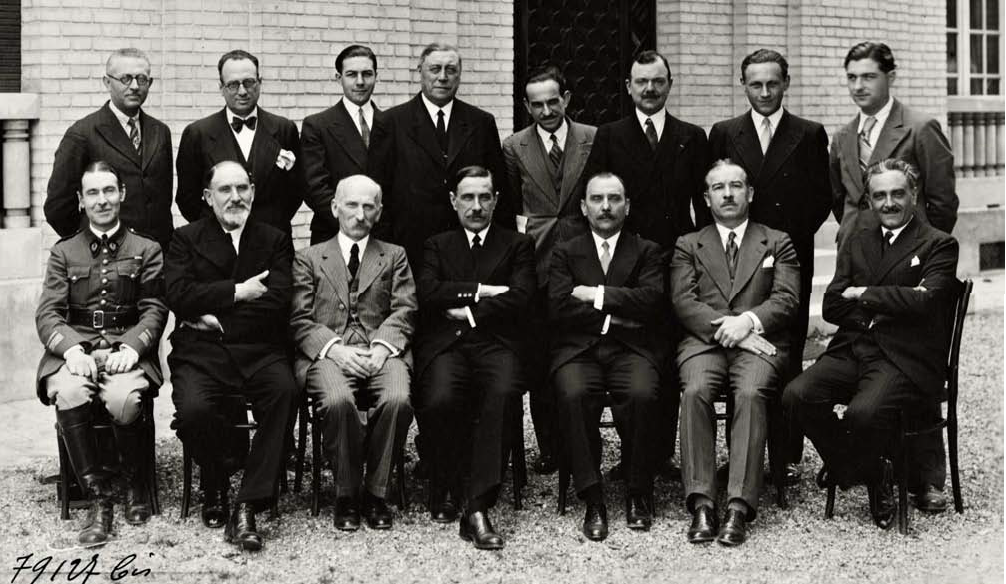
Corps enseignant d'Alfort en 1934.
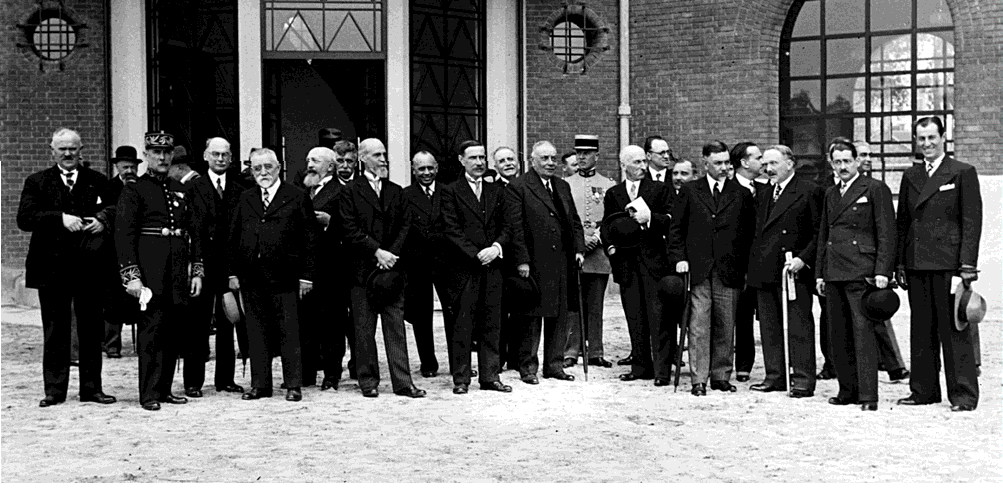
Inauguration de la Cité des Élèves (juin 1935) Clément Bressou au milieu, Emmanuel Leclainche, à gauche (chapeau à la main)
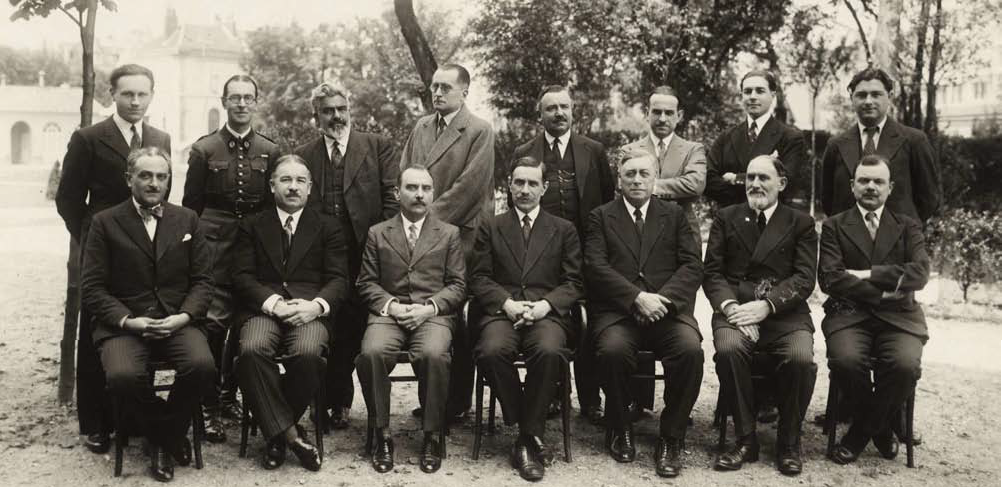
Corps enseignant d'Alfort en 1935.

### L'historien de l'anatomie et de la médecine vétérinaires
Clément Bressou s’est également intéressé à l’histoire de l’anatomie et de la médecine vétérinaire. Cette inclination s’est traduite par diverses conférences, notamment celle effectuée dans le grand amphithéâtre de la Sorbonne, le 27 mai 1967, lors de la cérémonie commémorative du deuxième centenaire de l’École nationale vétérinaire d’Alfort. Elle l’a conduit à publier un petit livre de la collection Que sais-je ? sur l’Histoire de la médecine vétérinaire.

### Le naturaliste

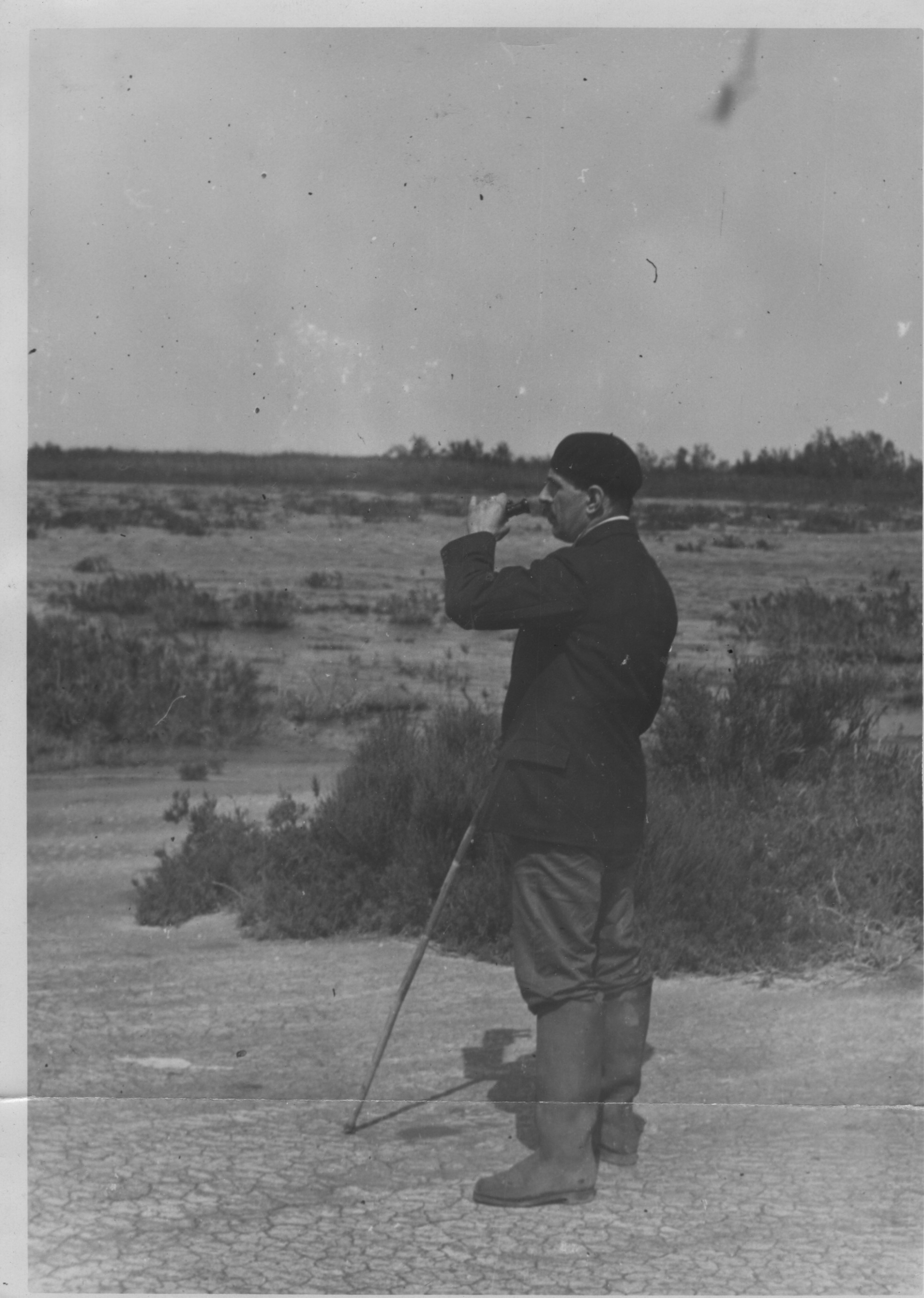
Clément Bressou, naturaliste, en Camargue (Bouches-du-Rhône), vers 1930

Anatomiste dans l’âme, Clément Bressou n’en restait pas moins un fervent naturaliste et ce fut donc tout naturellement qu’il chercha « un dérivatif aux travaux fatigants et arides de l’anatomie dans la zoologie de plein air ». Devenu membre de la Société de biogéographie et de la Société nationale d’acclimatation en 1926, il se vit attribuer le poste de Secrétaire général de la  Société nationale d’acclimatation qu’il occupa de 1929 à 1935. Il fut nommé Directeur général des réserves naturelles de la Société en 1929 et contribua tout d’abord à l’organisation de la   réserve de la Camargue. Sur ce modèle, il prit une part active à la réalisation de la réserve de Néouvielle en 1931, de la  réserve de Lauzanier en 1932 et de la réserve de Port-Cros en 1945.
Il fit partie, dès sa création en 1946, du Conseil national de protection de la nature et en présida, jusqu’en 1977, le Comité permanent. Son action y fut déterminante au moment où se créèrent enfin les Parcs nationaux de France grâce à la loi du 22 juillet 1960, texte à l’élaboration duquel il prit une part active. Le rôle capital joué par C. Bressou pendant des décennies pour la protection de la nature est décrit dans un article présent sur le site de l’Association pour l’histoire de la protection de la nature et de l’environnement (AHPNE).

## Académies, sociétés savantes et professionnelles
Au cours de sa carrière, Clément Bressou a été membre de nombreuses sociétés savantes ou professionnelles, françaises ou étrangères et en a présidé certaines : 
- Académie vétérinaire de France (président en 1942, secrétaire général de 1947à 1974),
- Académie d’agriculture de France (président en 1953),
- Académie nationale de médecine,
- Académie de pharmacie et Académie dentaire,
- Académie des sciences (vice-président en 1974),
- Académie des lettres pyrénéennes,
- Académie royale d’agriculture de Suède, Académie royale de médecine de Belgique, Académie royale flamande de médecine, Académie de médecine de Roumanie,
- Association des anatomistes, Société nationale d’acclimatation, Association française pour l’avancement des sciences (président en 1965), Société de biogéographie, Société de pathologie comparée, Société française de génétique,
- Société vétérinaire hellénique, Société vétérinaire portugaise, Société italienne de zootechnie, Société espagnole de zootechnie, etc.

Il fut également président fondateur de l’Association internationale des anatomistes vétérinaires et membre d’honneur de l’Association mondiale vétérinaire.
Sa notoriété lui valut d’être consulté à de nombreuses reprises au sein de diverses commissions : Conseil supérieur du CNRS, Conseil supérieur de l’INRA, Conseil de direction de la recherche scientifique vétérinaire, Conseil supérieur de la recherche scientifique et technique d’outre-mer, Comité directeur du Centre de coordination des études et des recherches sur la nutrition et l’alimentation, Conseil supérieur d’hygiène publique de France, Conseil consultatif des épizooties, Comité français de l’Union internationale des sciences biologiques, Comité médical du Palais de la découverte, etc.
Enfin, il présida l’Association centrale des vétérinaires, organisme d’entraide et de soutien financier de la profession, dont il avait bénéficié pendant ses études, pendant vingt-quatre années (1954-1978), le plus long mandat dans les annales de cet organisme caritatif, et fut membre du Conseil d’administration de l’Association des anciens élèves et des amis de l’École d’Alfort de 1935 à 1973.
Des confrères, ses collaborateurs et ses amis lui ont offert, en 1972, une médaille de la Monnaie de Paris, sculptée par Paul Belmondo, frappée à son effigie sur une face et d’un isard sur l’autre.

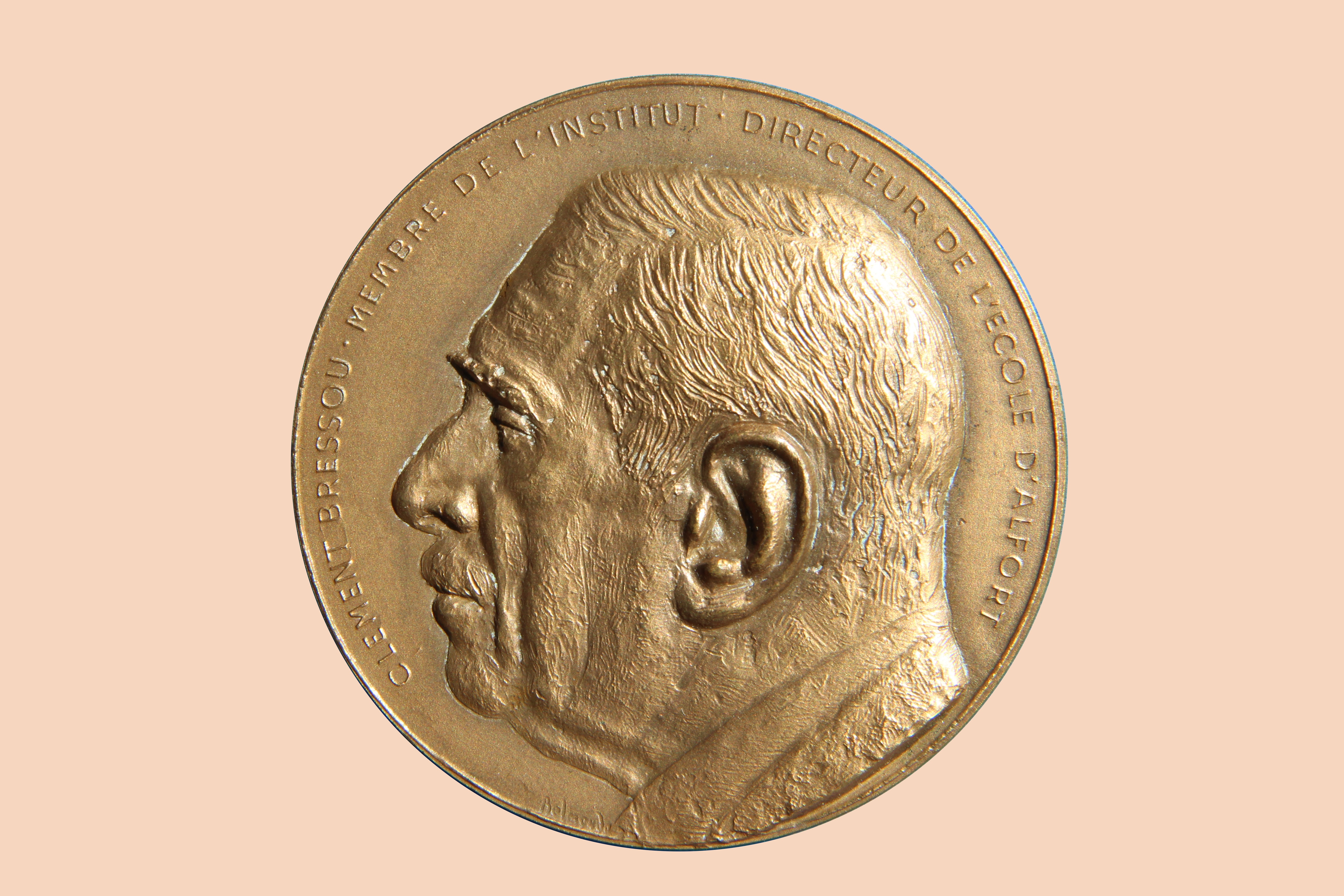
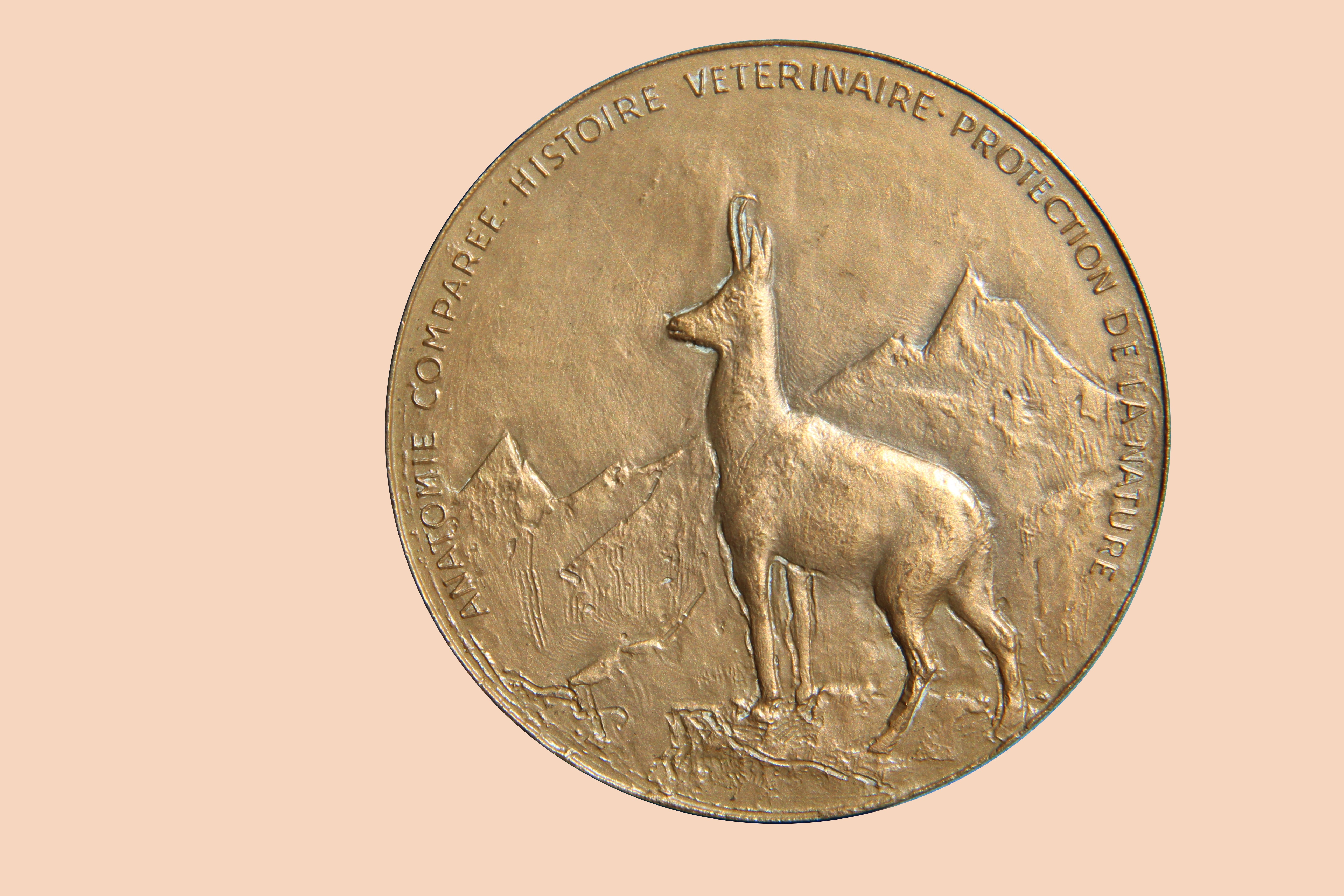

## L’homme

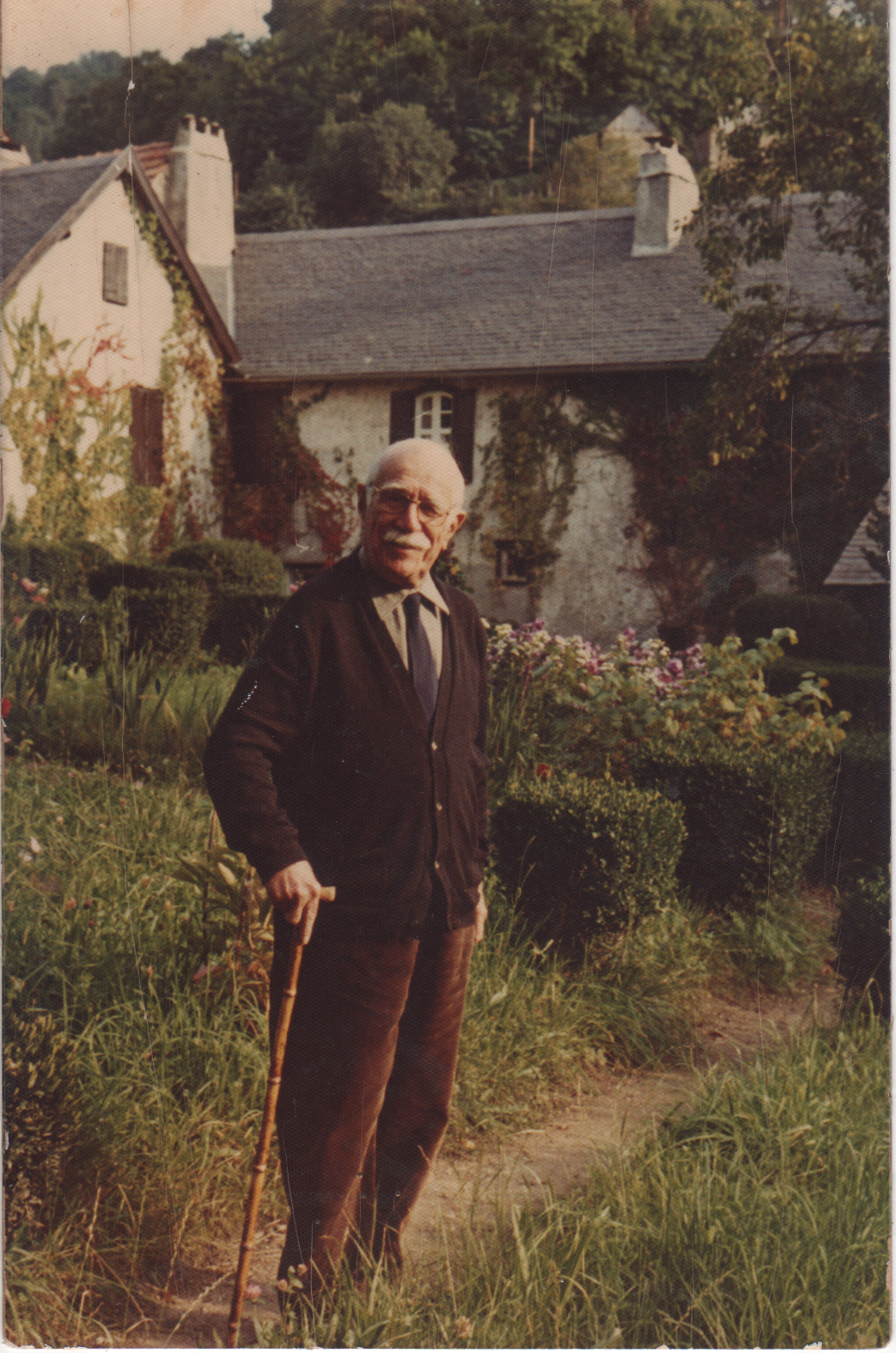
Clément Bressou dans le jardin de sa maison de Castillon-en-Couserans (Ariège)

Clément Bressou était incontestablement un homme d’une très vive intelligence, d’une puissance de travail difficile à égaler et d’une mémoire prodigieuse. Il fut un homme de science, à la fois homme de laboratoire et de terrain ; il fut aussi un homme d’action et l’un des plus grands représentants de la profession vétérinaire de son époque. Les multiples charges qu’il assuma ne l’écartèrent pas d’un humanisme souriant, d’une vive curiosité à l’égard de tout ce qui l’entourait et d’un enthousiasme profond pour les jeunes.
Il se comportait presque en père avec ses étudiants, sachant les réprimander quand leur attitude cessait d’être responsable, parfois avec une touche de bienveillance quand elle n’était pas infondée, ou leur adressant de sincères vœux de rétablissement et les exhortant au repos s’ils étaient malades. Il était, de plus, toujours disposé à leur venir en aide. Par ailleurs, homme de culture, de sensibilité artistique, il ne manquait pas d'inciter ses étudiants à bénéficier des multiples ressources culturelles que leur offrait la capitale.

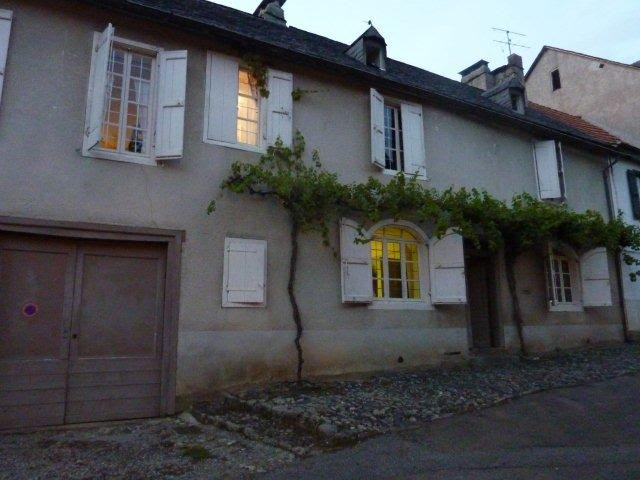
Maison de Clément Bressou à Castillon-en-Couserans (Ariège)

Organisateur, précurseur, professeur talentueux et conférencier attachant, sa retraite prise en 1957 ne le ralentit guère dans ses activités. Pour ses anciens étudiants, ses collaborateurs, ses collègues des académies et d’ailleurs, sa silhouette, sa moustache et son regard clair illuminant un visage buriné étaient devenus familiers à tous. Il semblait ne pas vieillir puisque son esprit ne changeait pas et plus personne ne s’étonnait de cette présence qui défiait les années.
Il passa ses dernières années dans la maison qu’il avait contribué à rénover à Castillon-en-Couserans et qui lui servit de lieu d’enracinement, de paix et de ressourcement.
Dans l'hommage posthume qui lui fut adressé, ses collègues, les professeurs P.-C. Blin et R. Lautié, écrivirent : « On vous citera en exemple dans et en dehors de la profession : par votre prestance, votre intelligence, votre culture, par la hauteur de vos idées, vous fûtes un aristocrate ; par votre humanisme, par votre goût de la connaissance et votre souci de la diffuser, vous fûtes aussi un talentueux vulgarisateur, un homme de vérité. Mais surtout vous resterez pour nous, l’homme que nous avons aimé, l’enthousiaste, l’infatigable, le généreux, celui qui, au-delà de ses multiples tâches a su, pendant près d’un demi-siècle, symboliser l’enseignement et la profession vétérinaires ».

## Distinctions
Clément Bressou reçut également de nombreuses distinctions françaises :
- Croix de guerre 1914-1918
- Légion d’Honneur : Chevalier (1932), Officier (1953), Commandeur (1970)
- Mérite agricole : Commandeur (1936)
- Palmes académiques : Commandeur (1960)
- Ordre pour la recherche et l’invention : Commandeur (1966)
- Ordre des arts et des lettres : Commandeur (1970)
- Médaille d’or de la recherche et de l’invention (1975)

etc.
et étrangères :
- Mérite de la République italienne (Cavaliere, 1954)
- Médailles Théodore Kitt (Munich, 1957)
- Ordre du Phénix (Grèce, Commandeur, 1957)
- L’Étoile noire du Bénin (Commandeur, 1958)
- Ordre national du Sénégal (Commandeur, 1962)
- Docteur honoris causa de l’Université de Berne (1951), de l’Université de Salonique (1953), de l’Université de Munich (1962), de l’Université de Madrid (1965), de l’Université de Vienne (1968).

etc.

## Hommages
Une rue de Castelsarrasin porte le nom Clément Bressou.
Un bâtiment de l'Ecole Vétérinaire d'Alfort porte son nom.

## Ouvrages de Clément Bressou
- Bressou C. Dissection des animaux domestiques. Chahine éd., 1927, 104 p.
- Bressou C. Anatomie appliquée. Centre de documentation universitaire, Paris, 1935, quatre cahiers de 172 p.
- Bressou C. et Richir A. Aide-mémoire d’ostéologie comparée des animaux domestiques. Vigot frères éd., 1re éd. : 1943, 104 p. ; 2e éd. : 1961, 110 p.
- Bourdelle E., Bressou C. et Florentin P. Technique de dissection des animaux domestiques. Baillière et fils éd., 1947, 248
- Montané L., Bourdelle E. et Bressou C. Anatomie régionale des animaux domestiques. Tome 1 Équidés : Cheval, Ane, Mulet. Baillière et fils éd., 2e éd. :1937 ; 3e éd. : 1950 ; 4e éd. : 1972, 977 p. Tome 2 Ruminants. Baillière et fils éd., 2e éd. : 1978,438 p. Tome 3 Porcins. Baillière et fils éd., 2e éd. : 1964, 398 p. Tome 4 Carnivores domestiques. Baillière et fils éd., 1953, 502 p.
- Bressou C. Que sais-je ? Histoire de la médecine vétérinaire. Presses universitaires de France, 1970,126 p.